# شمدينلي
شمدينلي (بالكردية: Şemzînan) هو قضاء يقع في محافظة حكاري بجنوب شرق تركيا. بلغ عدد سكانها 11,211 نسمة لعام 2010.

## المناخ
يظهر الجدول التالي التغييرات المناخية على مدار السنة لشمدينلي:
| البيانات المناخية لـشمدينلي       | البيانات المناخية لـشمدينلي | البيانات المناخية لـشمدينلي | البيانات المناخية لـشمدينلي | البيانات المناخية لـشمدينلي | البيانات المناخية لـشمدينلي | البيانات المناخية لـشمدينلي | البيانات المناخية لـشمدينلي | البيانات المناخية لـشمدينلي | البيانات المناخية لـشمدينلي | البيانات المناخية لـشمدينلي | البيانات المناخية لـشمدينلي | البيانات المناخية لـشمدينلي | البيانات المناخية لـشمدينلي |
| الشهر                             | يناير                       | فبراير                      | مارس                        | أبريل                       | مايو                        | يونيو                       | يوليو                       | أغسطس                       | سبتمبر                      | أكتوبر                      | نوفمبر                      | ديسمبر                      | المعدل السنوي               |
| --------------------------------- | --------------------------- | --------------------------- | --------------------------- | --------------------------- | --------------------------- | --------------------------- | --------------------------- | --------------------------- | --------------------------- | --------------------------- | --------------------------- | --------------------------- | --------------------------- |
| متوسط درجة الحرارة الكبرى °م (°ف) | 1.3 (34.3)                  | 2.9 (37.2)                  | 7.9 (46.2)                  | 14.8 (58.6)                 | 21.4 (70.5)                 | 27.5 (81.5)                 | 31.7 (89.1)                 | 31.9 (89.4)                 | 27.9 (82.2)                 | 21.2 (70.2)                 | 12.6 (54.7)                 | 3.7 (38.7)                  | 17.1 (62.7)                 |
| المتوسط اليومي °م (°ف)            | −2.5 (27.5)                 | −1.4 (29.5)                 | 3.4 (38.1)                  | 9.7 (49.5)                  | 15.2 (59.4)                 | 20.8 (69.4)                 | 24.7 (76.5)                 | 24.7 (76.5)                 | 20.4 (68.7)                 | 14.7 (58.5)                 | 7.5 (45.5)                  | 0.1 (32.2)                  | 11.4 (52.5)                 |
| متوسط درجة الحرارة الصغرى °م (°ف) | −6.2 (20.8)                 | −5.6 (21.9)                 | −1.0 (30.2)                 | 4.6 (40.3)                  | 9.1 (48.4)                  | 14.1 (57.4)                 | 17.7 (63.9)                 | 17.5 (63.5)                 | 13.0 (55.4)                 | 8.2 (46.8)                  | 2.5 (36.5)                  | −3.5 (25.7)                 | 5.9 (42.6)                  |
| الهطول مم (إنش)                   | 71 (2.8)                    | 81 (3.2)                    | 93 (3.7)                    | 101 (4.0)                   | 55 (2.2)                    | 11 (0.4)                    | 3 (0.1)                     | 2 (0.1)                     | 4 (0.2)                     | 27 (1.1)                    | 61 (2.4)                    | 64 (2.5)                    | 573 (22.7)                  |
| المصدر: Climate-Data.org          |                             |                             |                             |                             |                             |                             |                             |                             |                             |                             |                             |                             |                             |

## أعلام
- علي الحريري